# Anolis williamsmittermeierorum
Anolis williamsmittermeierorum är en ödleart som beskrevs av  Poe och YAÑEZ-MIRANDA 2007. Anolis williamsmittermeierorum ingår i släktet anolisar, och familjen Polychrotidae. Inga underarter finns listade i Catalogue of Life.